# Gorenje Kališče
Gorenje Kališče este o localitate din comuna Velike Lašče, Slovenia, cu o populație de 6 locuitori.